# 장사항 오징어 맨손잡기 축제
장사항 오징어 맨손잡기 축제는 강원특별자치도 속초시에서 개최하는 축전이다. 사항 오징어 맨손잡기 축제